# Departamento de Telsen
Departamento de Telsen är en kommun i Argentina.   Den ligger i provinsen Chubut, i den södra delen av landet, 1 200 km sydväst om huvudstaden Buenos Aires. Antalet invånare är 1 788. Arean är 19 893 kvadratkilometer.
Terrängen i Departamento de Telsen är huvudsakligen kuperad, men åt sydväst är den bergig.
Omgivningarna runt Departamento de Telsen är i huvudsak ett öppet busklandskap. Trakten runt Departamento de Telsen är nära nog obefolkad, med mindre än två invånare per kvadratkilometer.